# بها عبدالرحمن
بها عبدالرحمن (انگلیسی: Baha' Abdel-Rahman؛ زاده ۵ ژانویهٔ ۱۹۸۷) یک بازیکن فوتبال اهل اردن است.
وی همچنین در تیم ملی فوتبال اردن بازی کرده است.